# Gaginsky (huyện)
Huyện Gaginsky (tiếng Nga: ? райо́н) là một huyện hành chính tự quản (raion), của Tỉnh Nizhny Novgorod, Nga. Huyện có diện tích 1070 kilômét vuông, dân số thời điểm ngày 1 tháng 1 năm 2000 là 15400 người. Trung tâm của huyện đóng ở Gagino.